# Битва під Простками
Битва під Простками (пол. Bitwa pod Prostkami) — битва під час Потопу між військами Речі Посполитої та Кримського ханства з одного боку, і шведськими та бранденбурзькими військами з іншого, що сталася 8 жовтня 1656 року. Поляки виграли битву, знищивши ворожі війська та взявши князя Радзівіла в полон.
Битва під Простками відбулася 8 жовтня 1656 року поблизу населеного пункту Простки, що сьогодні знаходиться у Елцькому повіті. Протистояння відбулося між союзними військами Речі Посполитої та кримських татар під командуванням польного гетьмана литовського Вінцент Корвін-ГосевськийВінцентія Госевського і військами Бранденбурзько-шведської коаліції під командуванням генерала Георга Фрідріха фон Вальдека, якому допомагала кіннота Богуслава Радзивілла.

## Передумови
Після відступу шведських і бранденбурзьких військ із Варшави в 1656 році було прийнято рішення про відправку польських військ до Пруссії. Ця кампанія мала декілька цілей: завдати збитків Пруссії, змусити прусського герцога і курфюрста Бранденбурга Фрідріха-Вільгельма розірвати союз зі Швецією, а також скувати сили противника в цьому регіоні.
На чолі польських військ став польний гетьман литовський Вінцент Корвін-Госевський. Його радником виступав полковник Габрієль Міхал Войнилович, а 1 000 кримських татар підпорядковувалися командуванню Субхан Газі ага. До складу військ увійшли литовські сили, коронні наймані загони, ополчення Підляшшя, Мазовії та Плоцька, а також кримські татари. Основу цих сил становила кіннота загальною чисельністю близько 8 000–9 000 осіб. На початку жовтня 1656 року вони перейшли Нарву у районі Ломжі або Візни й рушили в напрямку Елку.
Звістки про концентрацію литовських військ на Підляшші спонукали Фрідріха Вільгельма направити до кордонів Речі Посполитої, в район Піша й Елка, загін бранденбурзьких військ під командуванням генерала Георга Фрідріха фон Вальдека. Король Швеції Карл X Густав надіслав у район Тикоцина шведський загін під командуванням Богуслава Радзивілла. З'єднання обох військ відбулося 14 вересня під Хоржелями.
25 вересня бранденбурзько-шведська дивізія досягла Візни, а 29 вересня пройшла через прикордонне село Простки, де Вальдек вирішив підготувати оборону. Однак Богуслав Радзивілл виступив проти цього рішення. Зрештою було домовлено, що бранденбурзькі війська залишаться під Простками, а Радзивілл відправиться до Райгруд. Наступного дня Радзивілл облаштував табір поблизу міста. Він перебував у таборі до 5 жовтня, коли через зростаючу загрозу з боку Вінцентія Госевського ухвалив рішення перемістити свої війська на захід, до села Мече, щоб бути ближчим до загону Вальдека. Радзивілл прибув до Мече 6 жовтня.
7 жовтня Радзивілл отримав тривожного листа від коменданта Тикоцина Дітріха Розена, відправлений 5 жовтня. У листі повідомлялося про марш основних сил гетьмана Госевського на північ. У цій ситуації Радзивілл вирішив відступити до основного бранденбурзького угруповання під Простками, куди прибув уранці 8 жовтня.
Сили союзників під Простками складалися з дев'яти полків і одного ескадрону рейтарів, одного полку й одного ескадрону драгунів, а також кількох корогв ополчення пруської шляхти. Загальна чисельність цих військ становила близько 4 000 осіб.

## Битва
Місце битви розташовувалося на самому кордоні між Підляшшям і Пруссією. Вальдек розмістив свій табір на лівому березі річки Елк, на території села Простки, таким чином, щоб табірна артилерія могла контролювати два мости через Елк. На протилежному березі, біля села Остроколи, розташували свій табір шведи, а поблизу села Боґуше зайняв позиції Богуслав Радзивілл.
Битва розпочалася того ж дня. Через наближення з заходу переважаючих литовських сил командувач союзних військ Вальдек вирішив покинути свої позиції на лівому березі Елку та відступити на інший берег, щоб з'єднатися з підкріпленням, яке рухалося з півночі під командуванням полковника Генріха фон Валленродта.
Під час відступу бранденбурзьких військ із укріпленого табору Госевський наказав своїм силам атакувати противника. У короткий час його військам вдалося захопити залишений бранденбурзький табір, оволодіти одним із мостів і переправитися на інший берег річки. Тим часом у нижній частині Елку кримські татари форсували броди та атакували шведів і Богуслава Радзивілла. Через кілька годин боїв бранденбурзькі та шведські війська були розбиті, а Богуслав Радзивілл потрапив у полон. Після перемоги Госевський дозволив кримським татарам грабувати землі, що належали пруському курфюрсту.

## Після битви
Битва тривала близько п'яти годин і завершилася розгромом шведсько-бранденбурзько-прусських військ. Однак це військове досягнення не було використано політично: одразу після бою Госевський надіслав листа курфюрсту з пропозицією відмовитися від союзу зі Швецією, але вона була відхилена.
Після битви війська Госевського рушили до Литви та Жмуді, тоді як кримські татари, під приводом супроводу важливого полоненого Богуслава Радзивілла, повернулися до Криму. Однак перед цим вони спустошили не тільки територію Пруссії, але й Візнську землю та Райгродське староство.
На місцях, де кримські татари вчинили спустошення, залишилися згадки у вигляді топонімів, таких як «Татарський гостинець» і «Татарські гори».